# Nemesio Antúnez

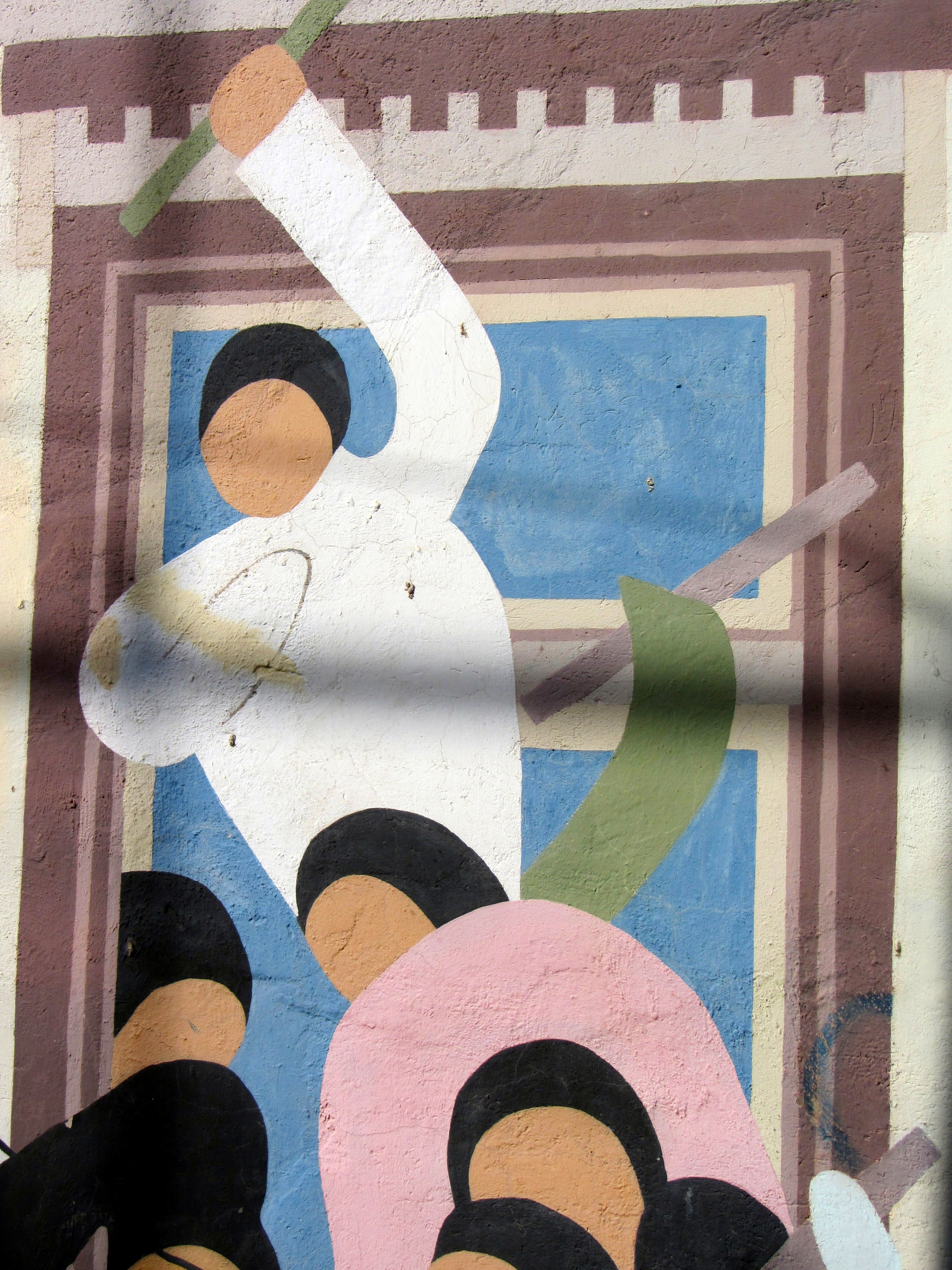
Bailarines con volantines (detalle); mural nº16 del Museo a Cielo Abierto de Valparaíso

Luis Nemesio Antúnez Zañartu (Santiago, 4 de mayo de 1918-Santiago, 19 de mayo de 1993) fue un arquitecto, pintor y grabador chileno, fundador del Taller 99.

## Biografía
Hijo de Nemesio Antúnez y Luisa Zañartu, fue el mayor de cuatro hermanos: Laura (2 de septiembre de 1919-30 de julio de 2010), Enrique (6 de septiembre de 1921-13 de junio de 2000) -quien también fue pintor- y Jaime (6 de marzo de 1923-10 de mayo de 2010). Cursó la secundaria en el Colegio de los Sagrados Corazones de Santiago. A los 17 años ganó un concurso de oratoria en francés, con un viaje a Francia donde pudo conocer la pintura de Pablo Picasso, Juan Gris y Joan Miró.
En 1938 ingresó a la carrera de arquitectura de la Universidad Católica, de donde se graduó en 1941. A los 25 años realizó su primera exposición individual de acuarelas, en el Instituto Chileno Británico de Cultura.
Gracias a una beca Fulbright, viaja a Nueva York a  la Universidad de Columbia y, una vez finalizado su máster, empieza a trabajar en 1947 en el Atelier 17 de grabado con Stanley William Hayter, quien había llevado las técnicas de reproducción al campo de la creación artística. En su taller, donde coincidió con su hermano Enrique, exploraron las posibilidades de las viejas técnicas de reproducción de artistas como Yves Tanguy, Kurt Seligmann, Jacques Lipchitz o Joan Miró. En palabras de Antúnez:

Él [Hayter] creó el grabado moderno con las técnicas antiguas, renovadas, adaptadas a las nuevas necesidades que imponen las nuevas formas. Dio a los cubistas y a los surrealistas de los años 30 la posibilidad de expresarse en el secular oficio del grabado. Se lo quitó a los copiadores y se lo dio a los creadores
Nemesio Antúnez

En 1950 se traslada la sucursal francesa del taller de Hayter.

## Regreso a Chile y fundación del Taller 99
En 1953 regresa de París a Santiago e intenta introducir, sin éxito, el grabado en el ámbito universitario. El grabado estaba presente en la Universidad de Chile pero más orientado a la reproducción que a la creación.
Ante esta situación crea en 1956 el Taller 99, que recibe el nombre de su ubicación en ese número de la calle Guardia Vieja. En él adopta los planteamientos del Atelier 17: la idea del trabajo en común en el que maestro y discípulo comparten la investigación técnica y artística, la libertad de experimentación e innovación sobre los métodos tradicionales y la excelencia técnica; así como una preferencia por las técnicas sobre metal (buril, aguafuerte, aguatinta) ante las sobre madera, que hasta entonces tenían una mayor tradición en Chile.
La existencia del Taller 99 revolucionará la percepción del grabado en Chile y propiciará el interés por él de los artistas jóvenes. Ese mismo año, Antúnez obtiene el Premio de la Crítica y en 1958 traslada el Taller a la Universidad, en cuya Licenciatura de Arte se había creado la especialidad de grabado.
En 1961 fue nombrado director del Museo de Arte Contemporáneo de la Universidad de Chile, donde crea la Sociedad de Amigos del Museo. 
Tres años más tarde regresa a Estados Unidos en calidad de agregado cultural de la embajada chilena. Durante su estadía pinta para la ONU el mural Corazón de los Andes.
Junto a Thiago de Mello, agregado cultural de la embajada de Brasil en Chile, participará en la organización de cuatro Bienales Americanas de Grabado en Santiago entre 1964 y 1970.
Regresa a Chile en 1969 y asume como director del Museo Nacional de Bellas Artes. Recibe la Medalla de Chile, otorgada por el Senado por excelencia en labores culturales. En 1971 da inicio al programa de televisión Ojo con el Arte, emitido por Canal 13, y participa —interpretando el papel del presidente uruguayo Jorge Pacheco Areco— en la película Estado de sitio, del director Costa-Gavras, filmada enteramente en Chile.

## Exilio y vuelta a Chile
Después del golpe militar del 11 de septiembre de 1973, Antúnez renunció a su cargo y abandonó su país. Se instaló en Cataluña, España. 
Tras regresar a Chile en 1984, le diagnosticaron cáncer de colon, más tarde tuvo también cáncer de pulmón. Expuso en Santiago, Curicó, Concepción y Temuco, y dos años más tarde reorganizó el Taller 99 en La Casa Larga de la capital.
En marzo de 1990, reasumió la dirección del Museo de Bellas Artes de Santiago, cargo en el que permaneció hasta su muerte, y en agosto reanudó el programa Ojo con el Arte, esta vez en Televisión Nacional de Chile. En 1993 fue condecorado por el presidente Patricio Aylwin con la Orden al Mérito Docente y Cultural Gabriela Mistral. Luego de una larga enfermedad, falleció el 19 de mayo de 1993.
Su obra es vasta e incluye una variedad de técnicas y temas. Entre sus creaciones más importantes se encuentran Volcanes, Mujer al Sol, La Noche y Tanguería en Valparaíso.
Su viuda, la boliviana Patricia Velasco –que ha donado un centenar de grabados al Museo Nacional de Bellas Artes—, y la chilena Andrea Troncoso prepararon un gran homenaje al pintor en 2013, al cumplirse las veinte años de su muerte, en el que participaron numerosos artistas.
Con su primera esposa, Inés Figueroa, Antúnez tuvo a Pablo y Manuela, y con Velasco, a su hija Guillermina.

## Galería

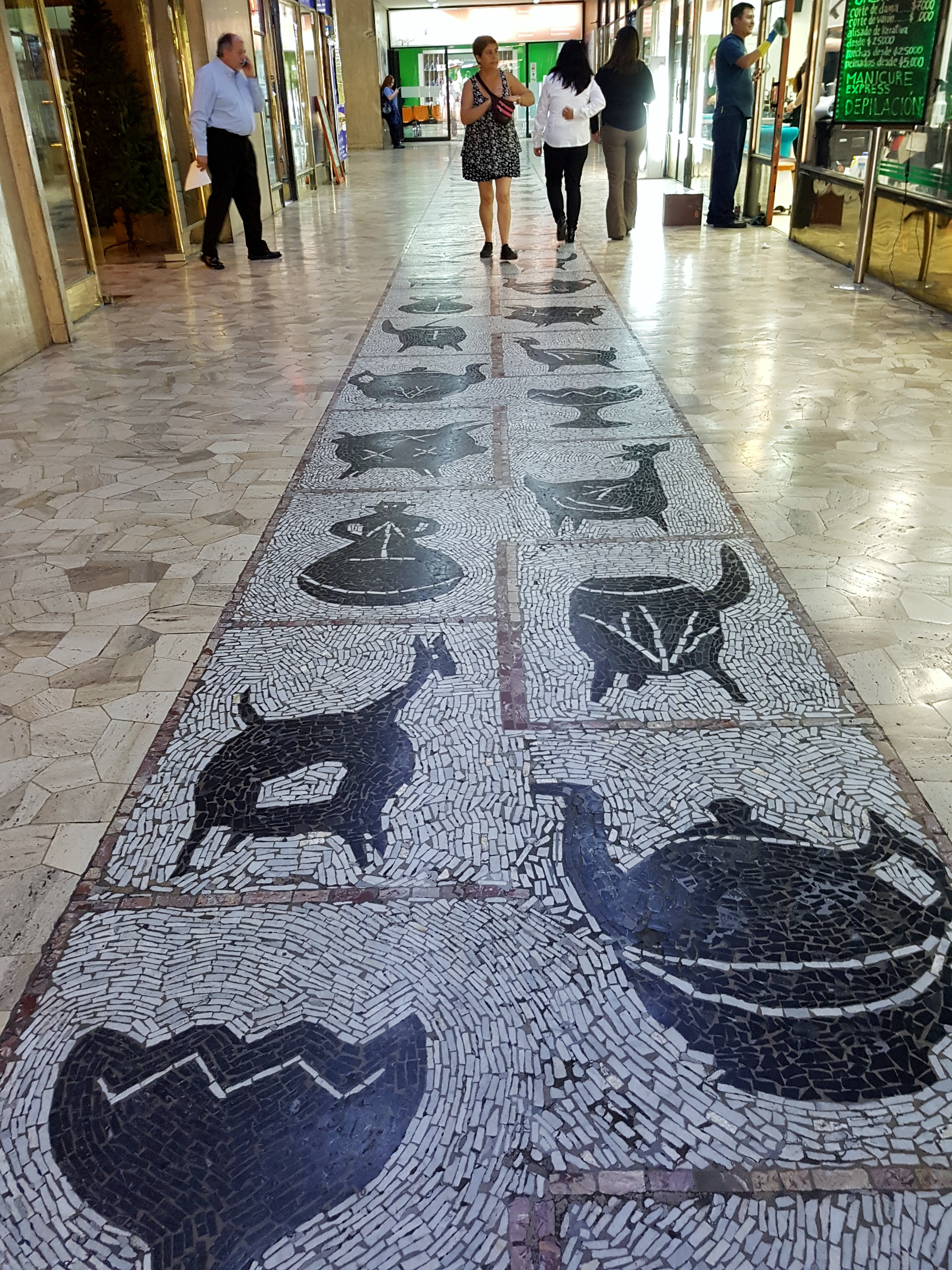
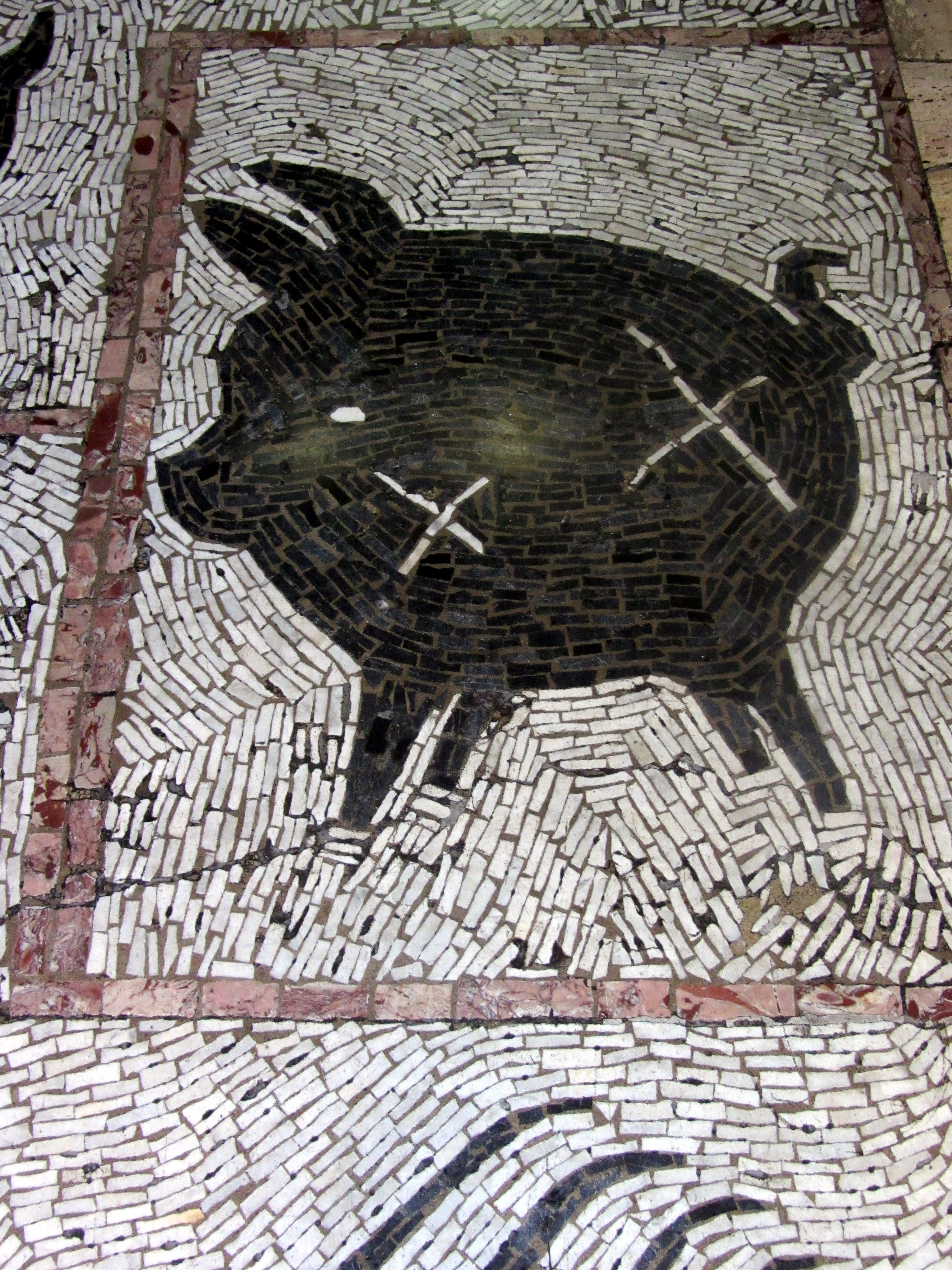
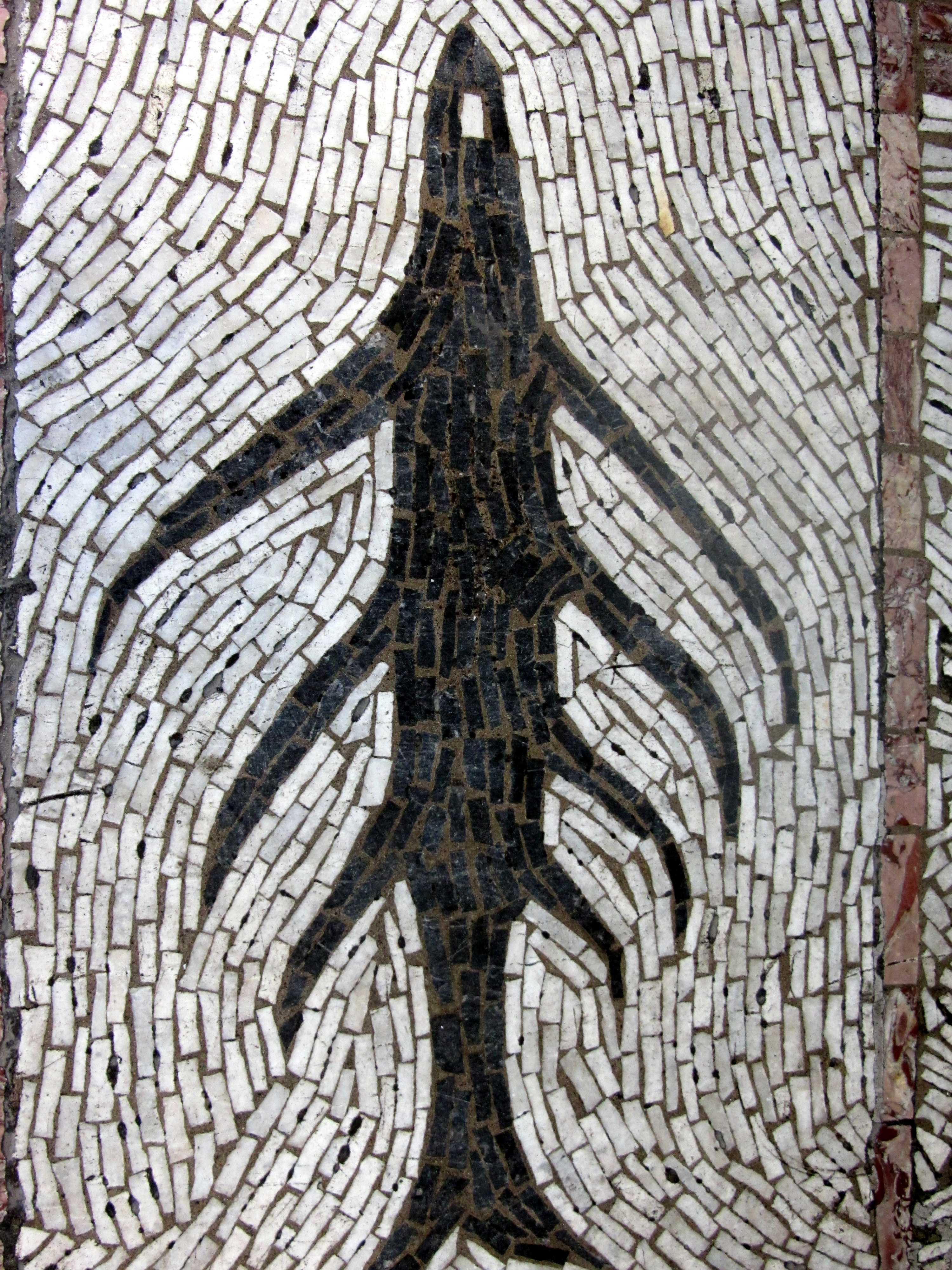
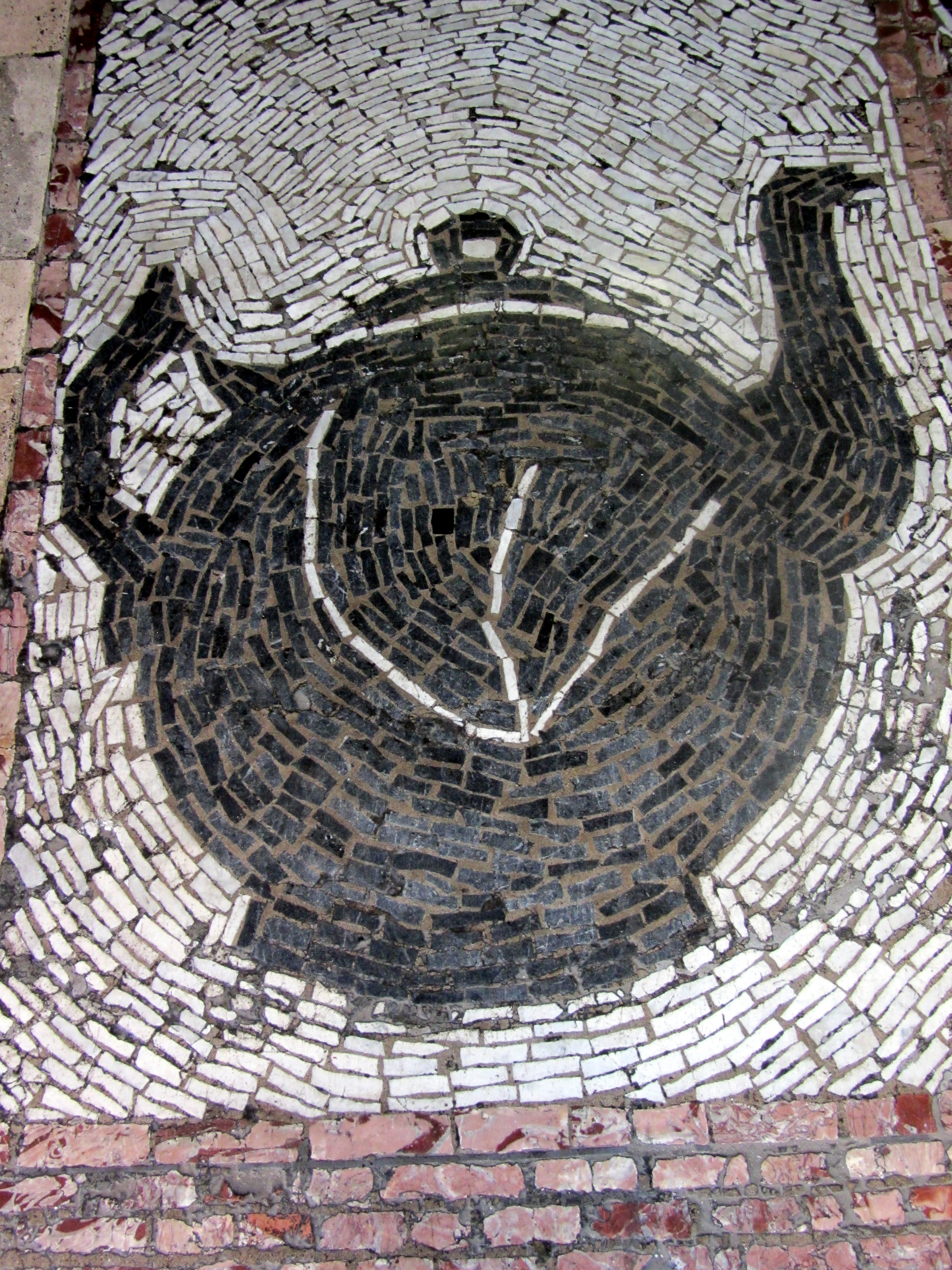
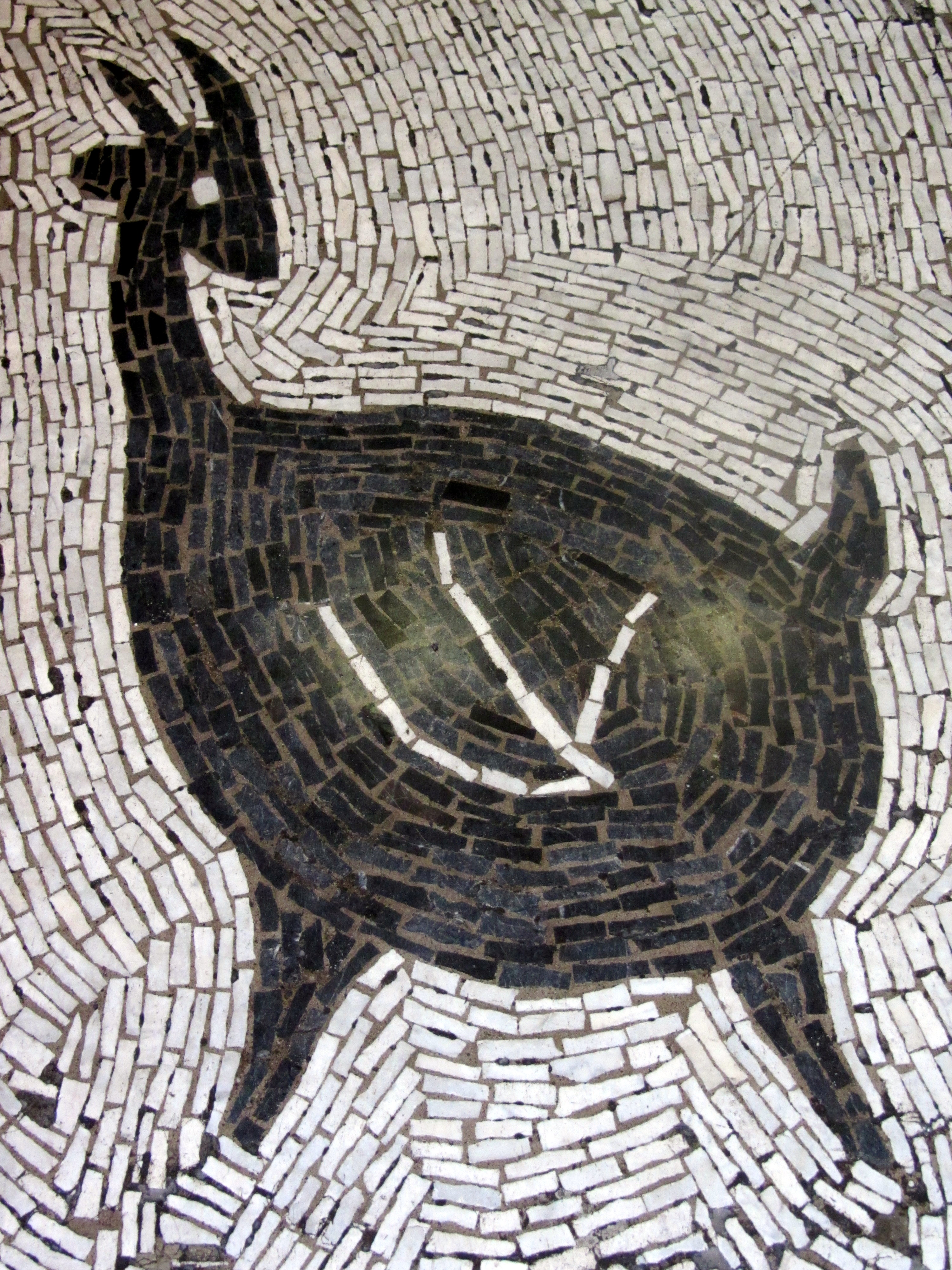
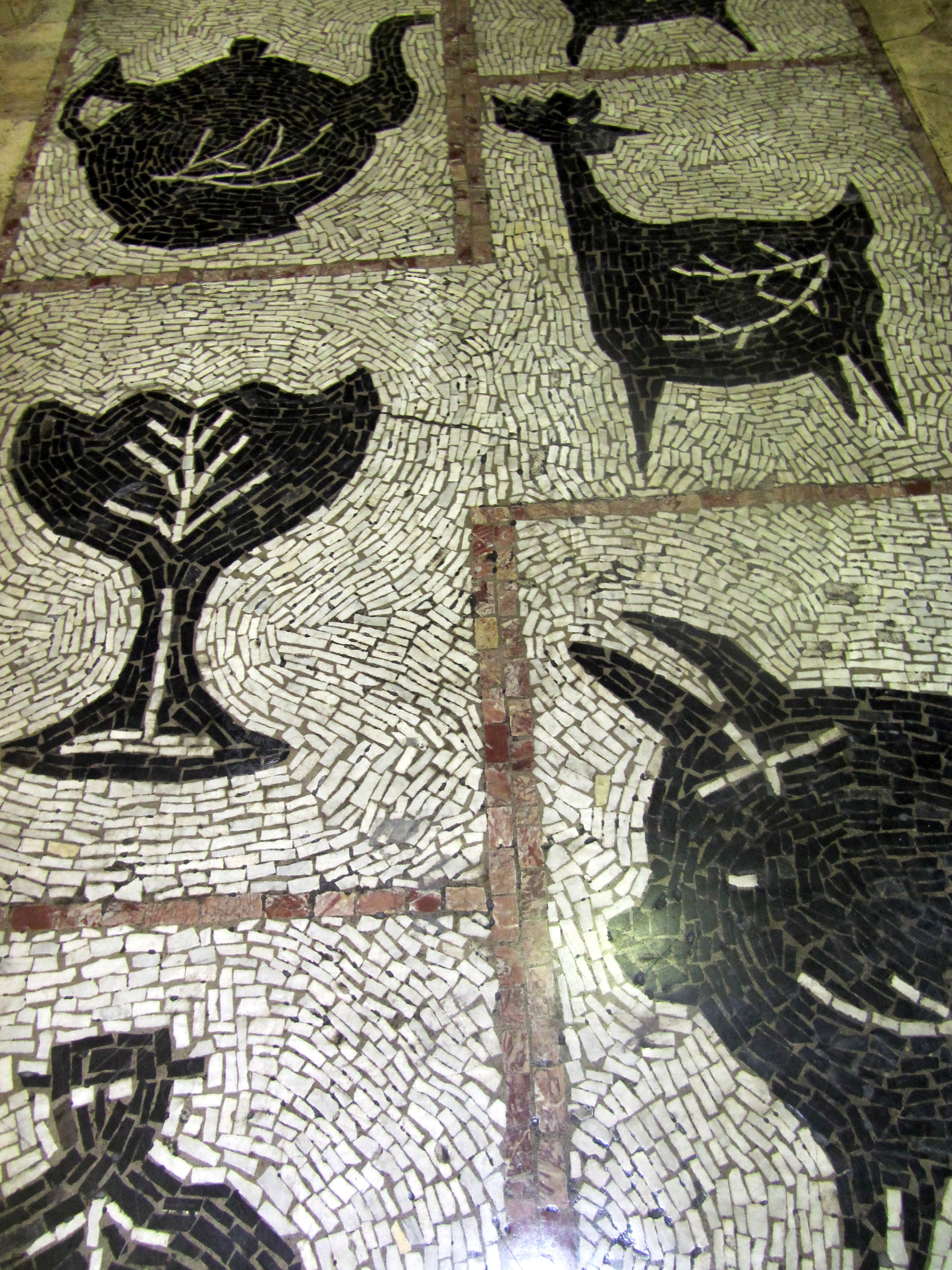

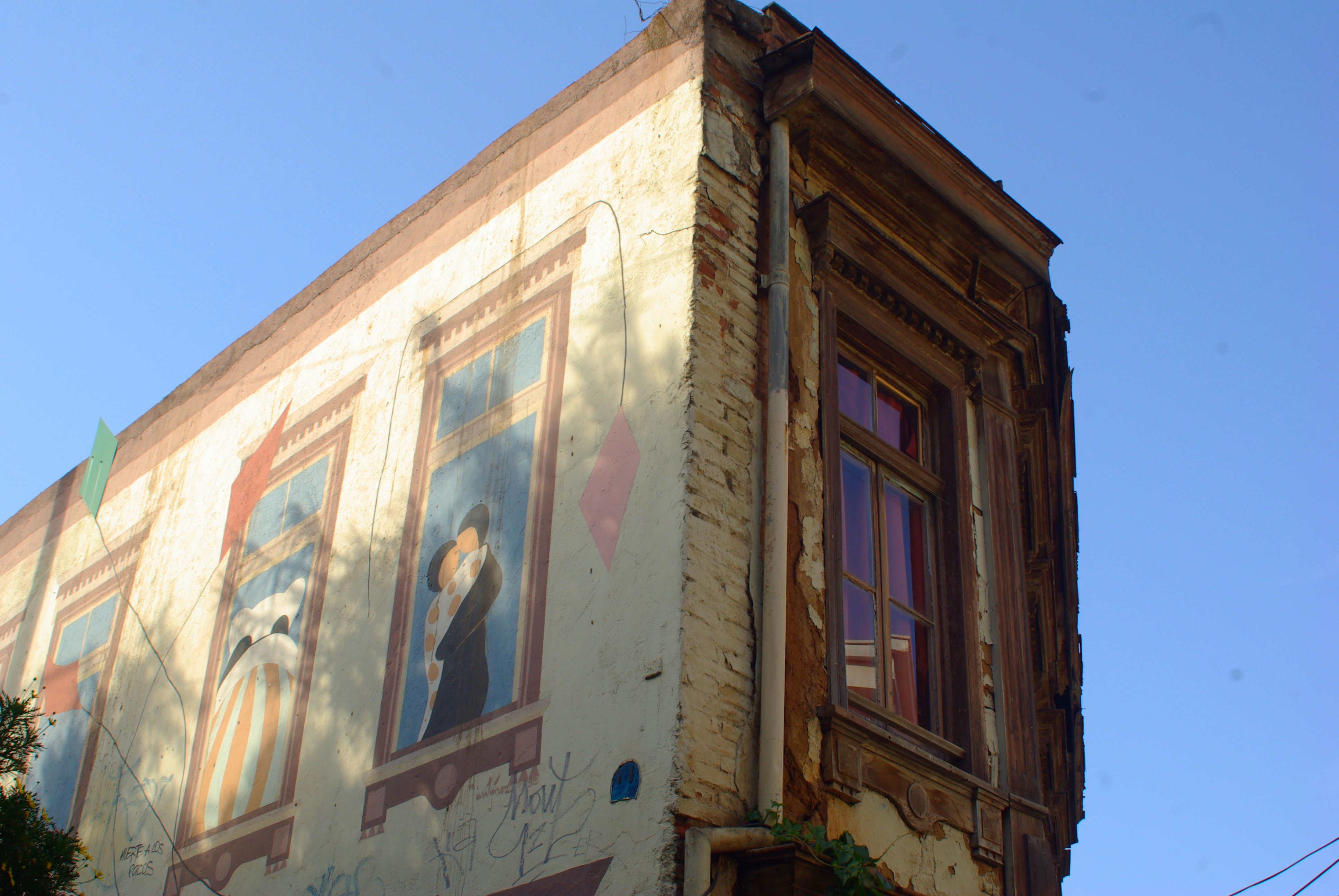
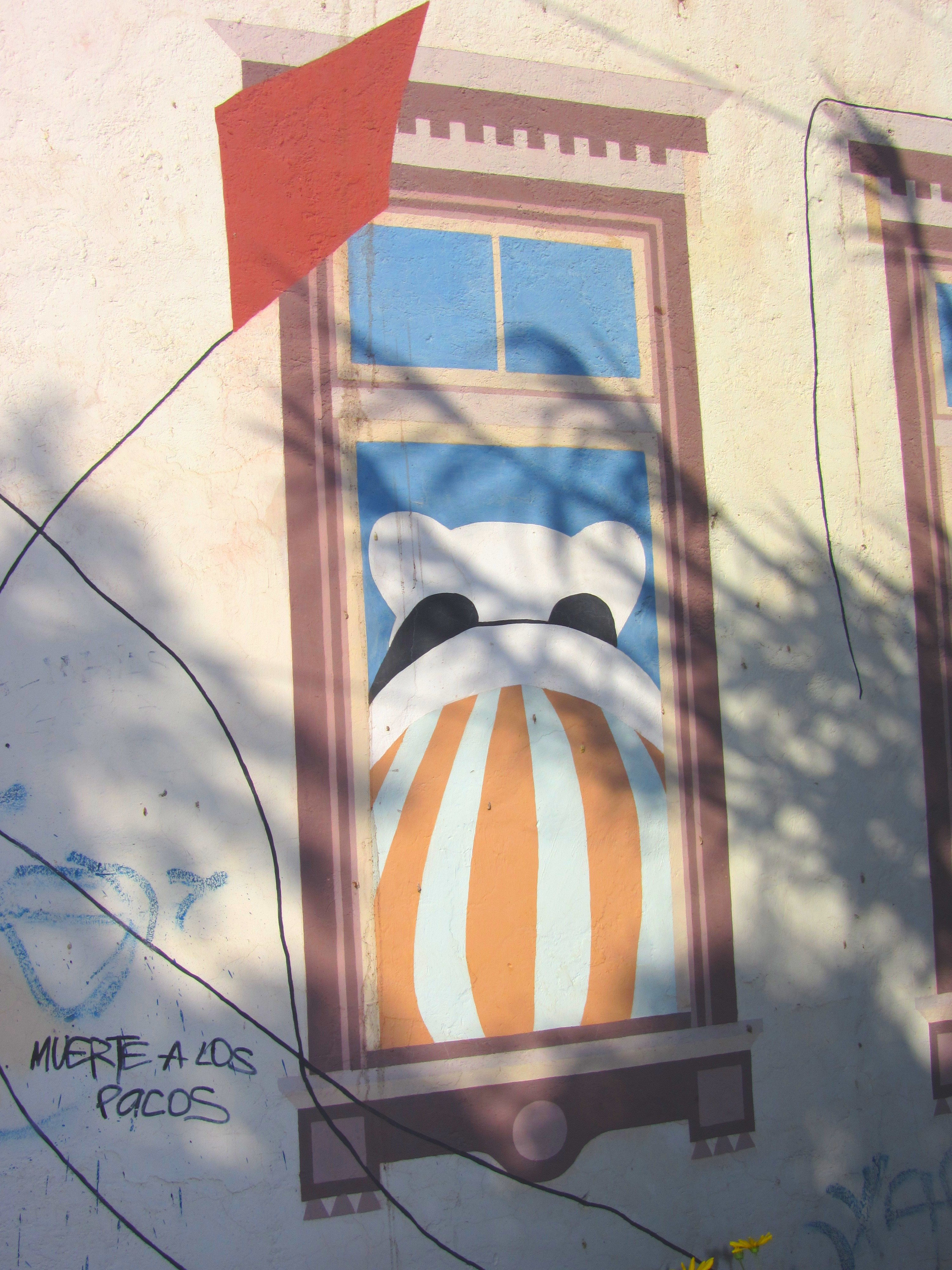
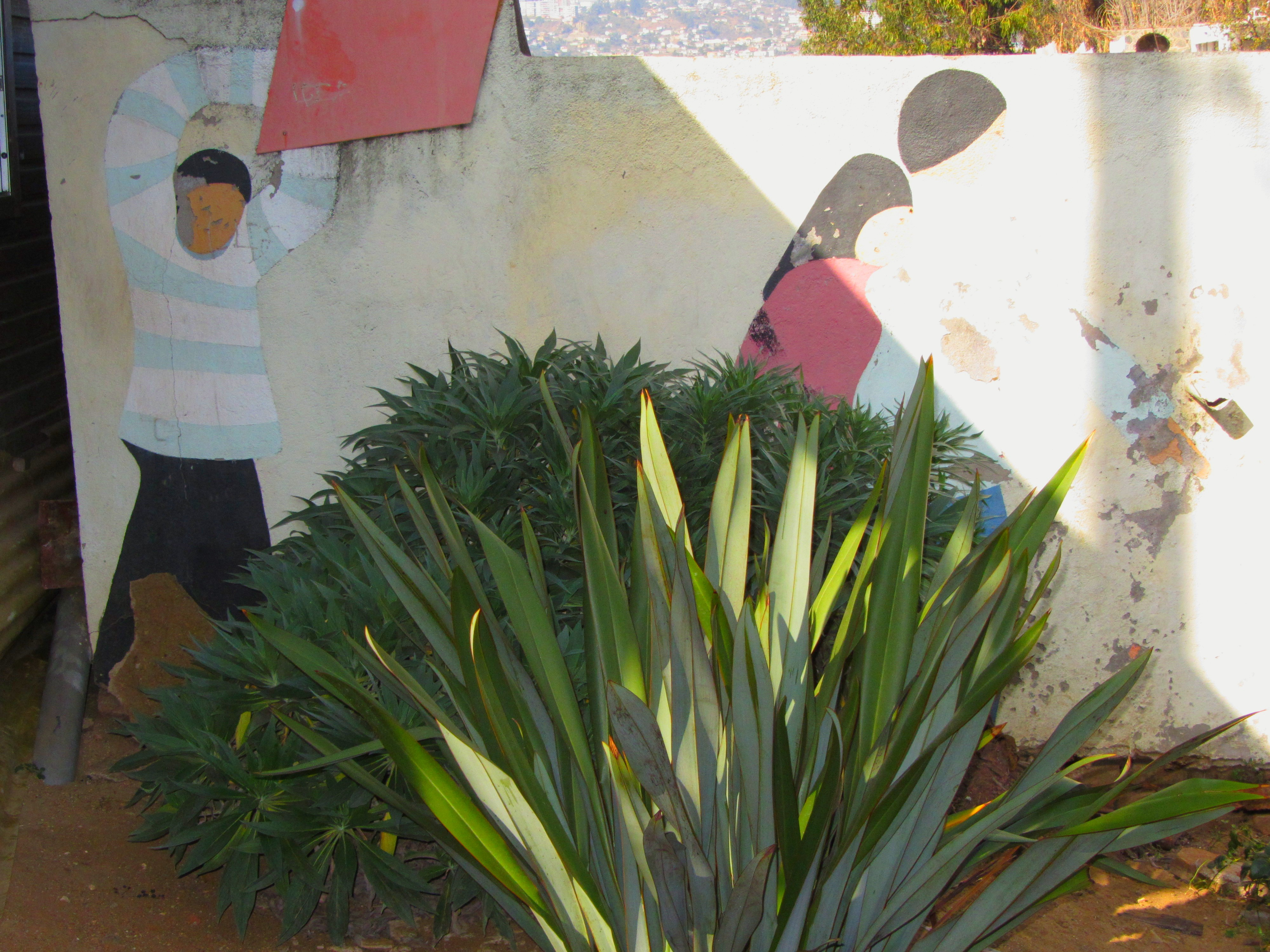
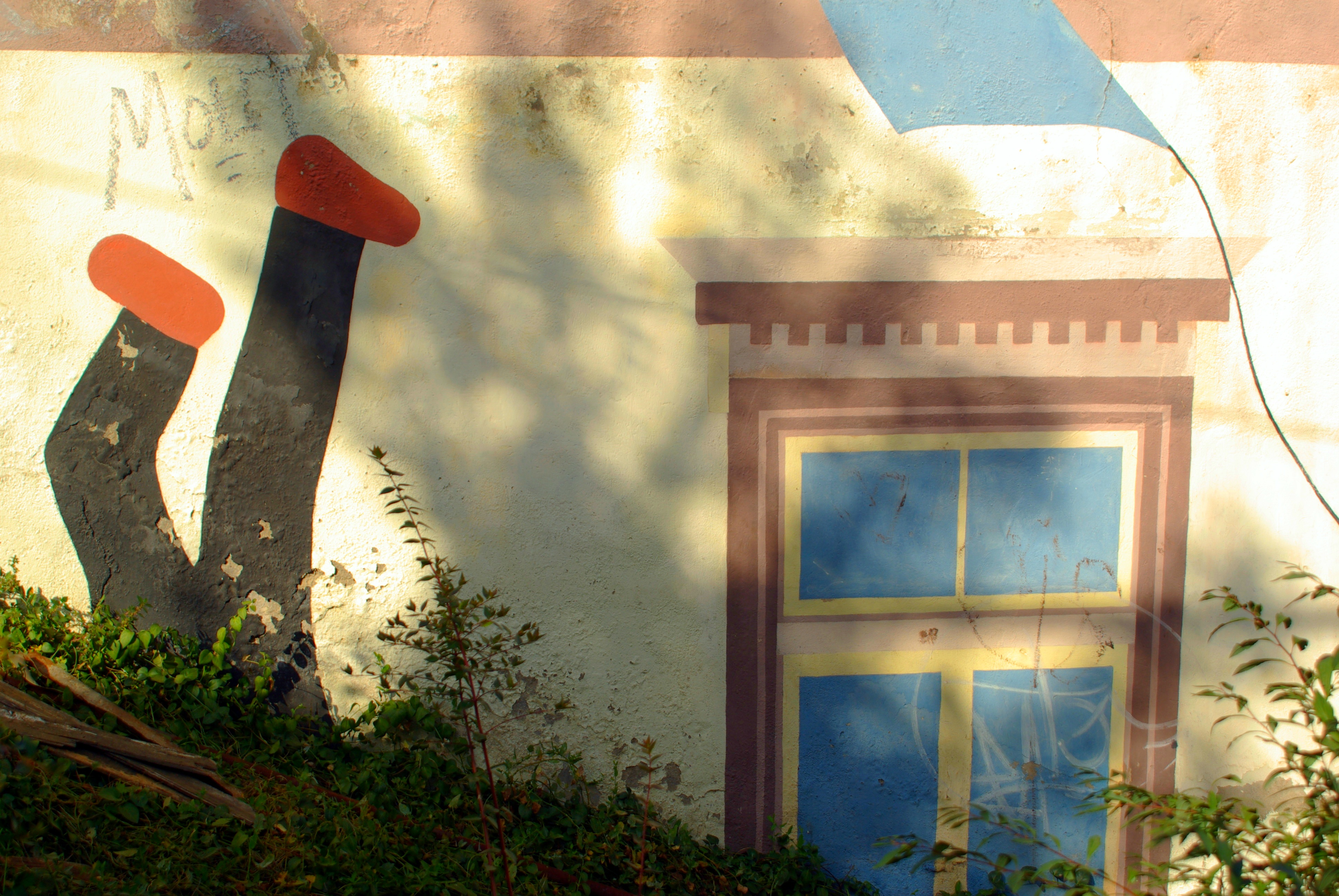
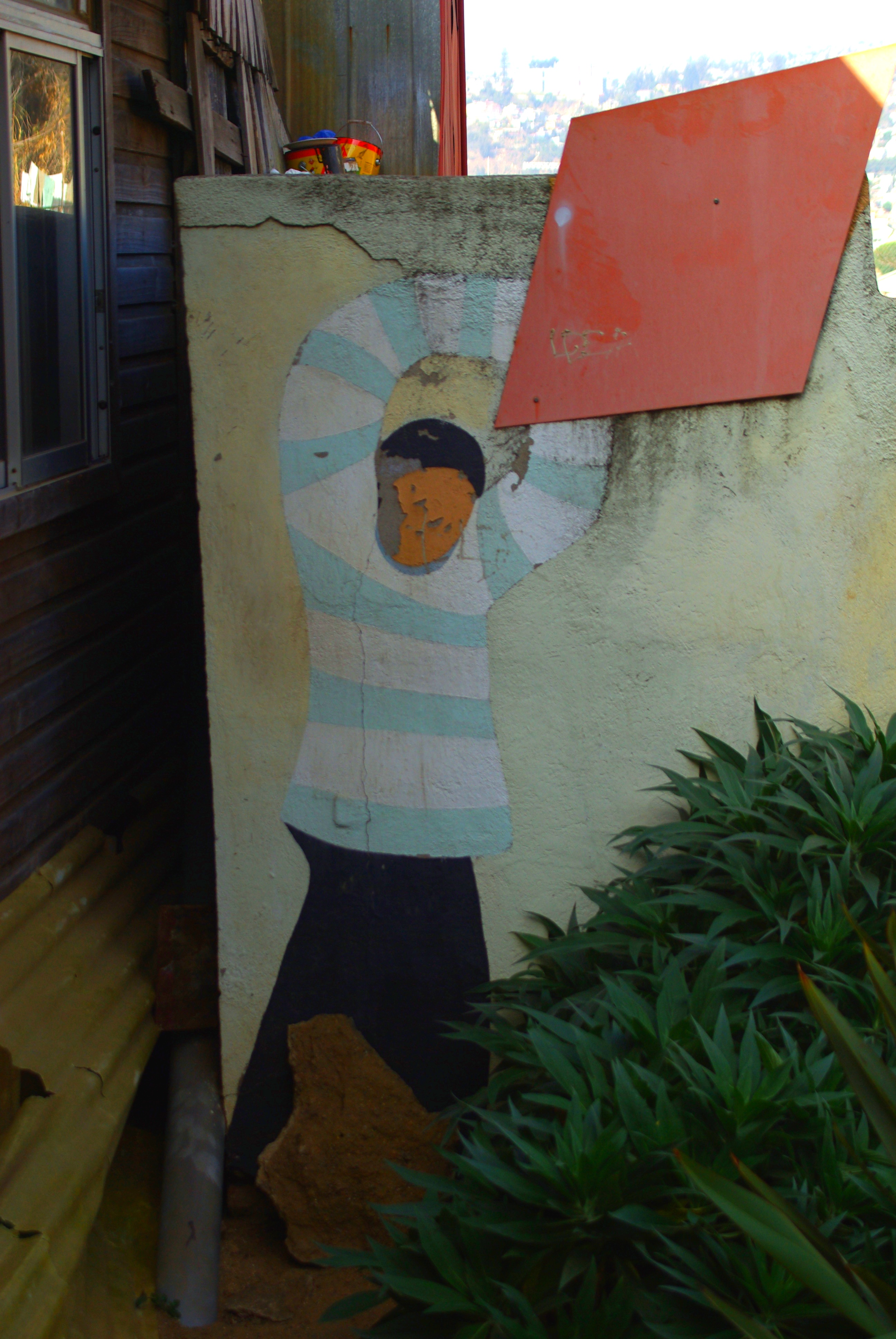

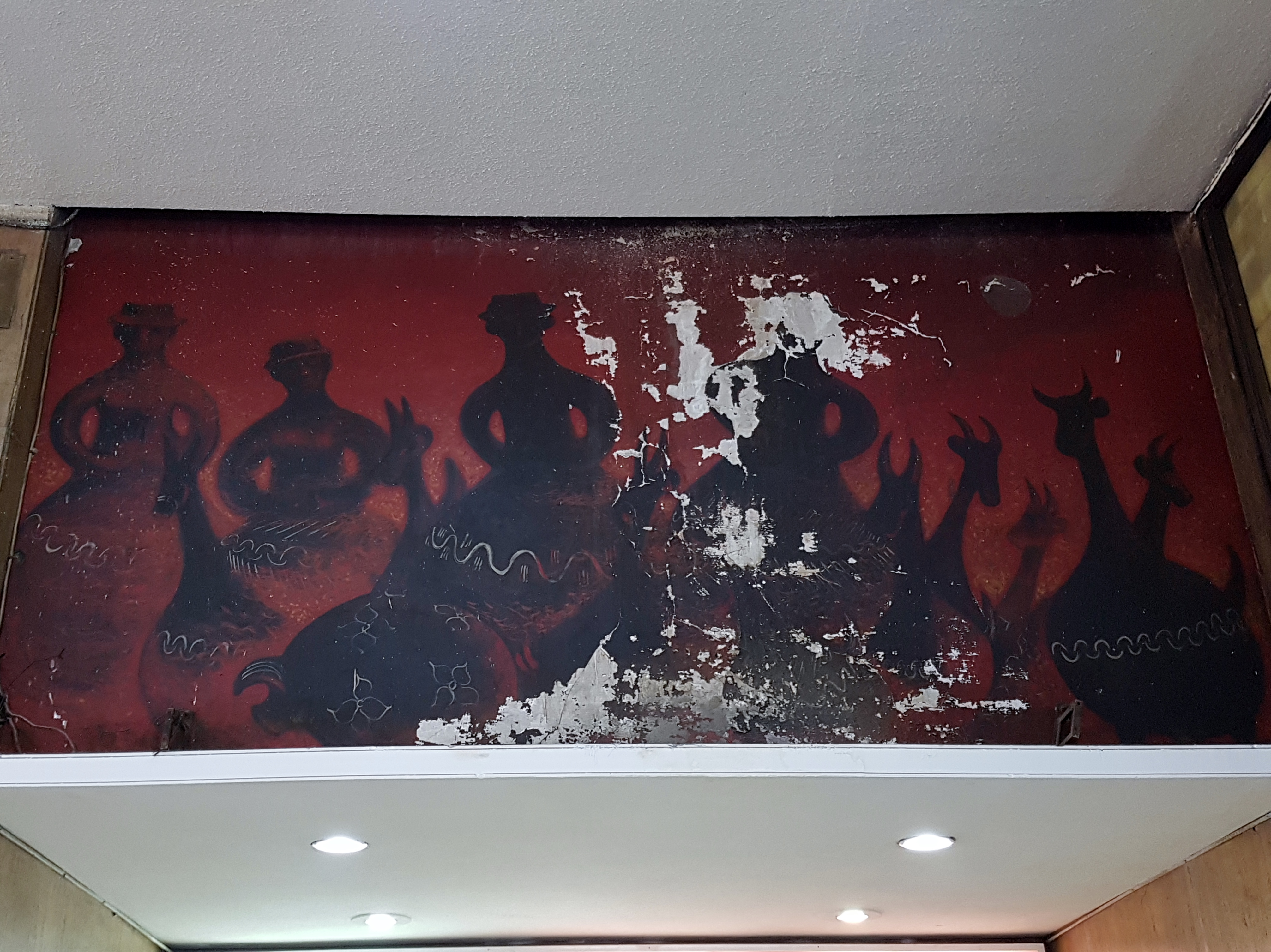
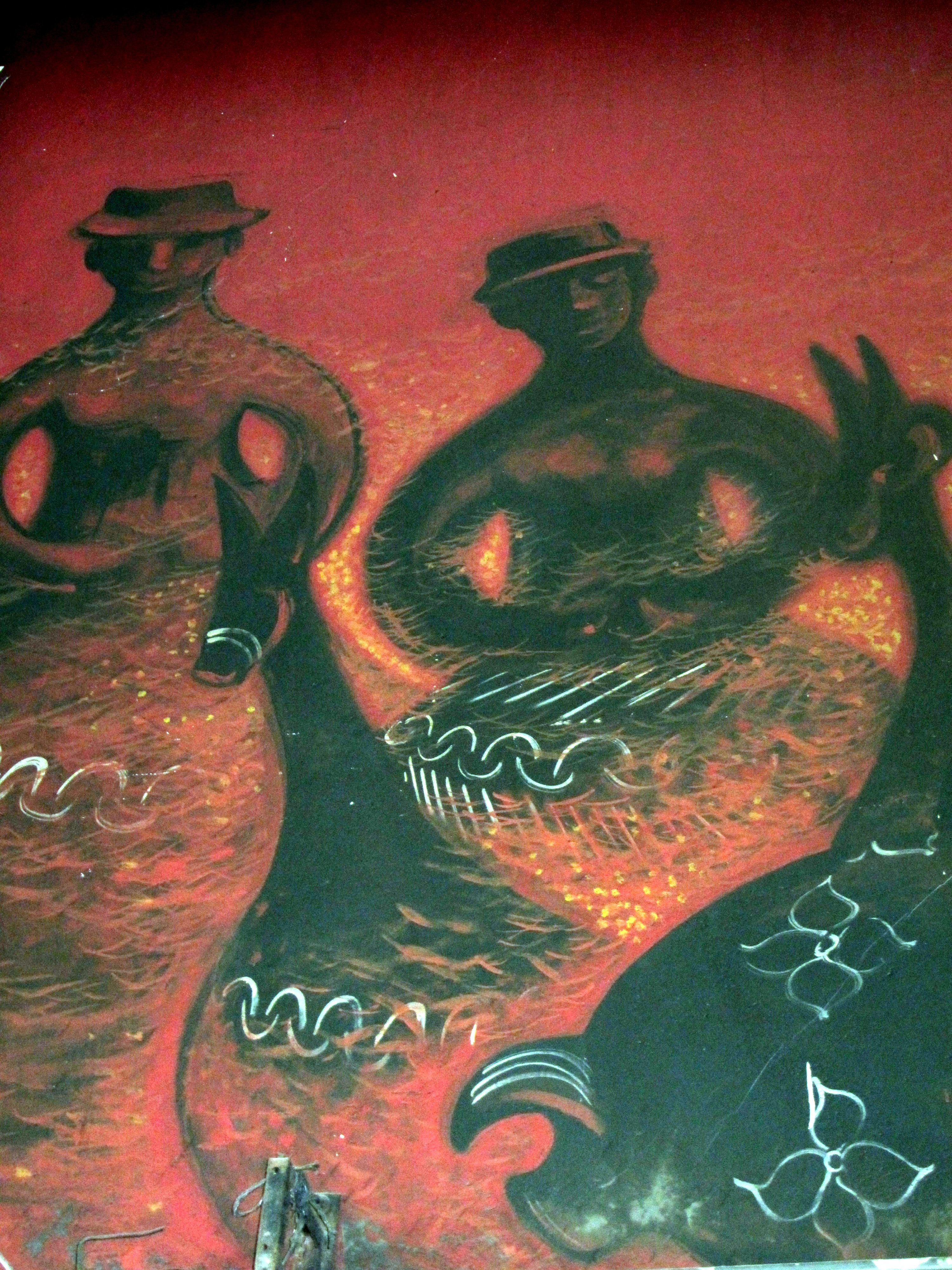
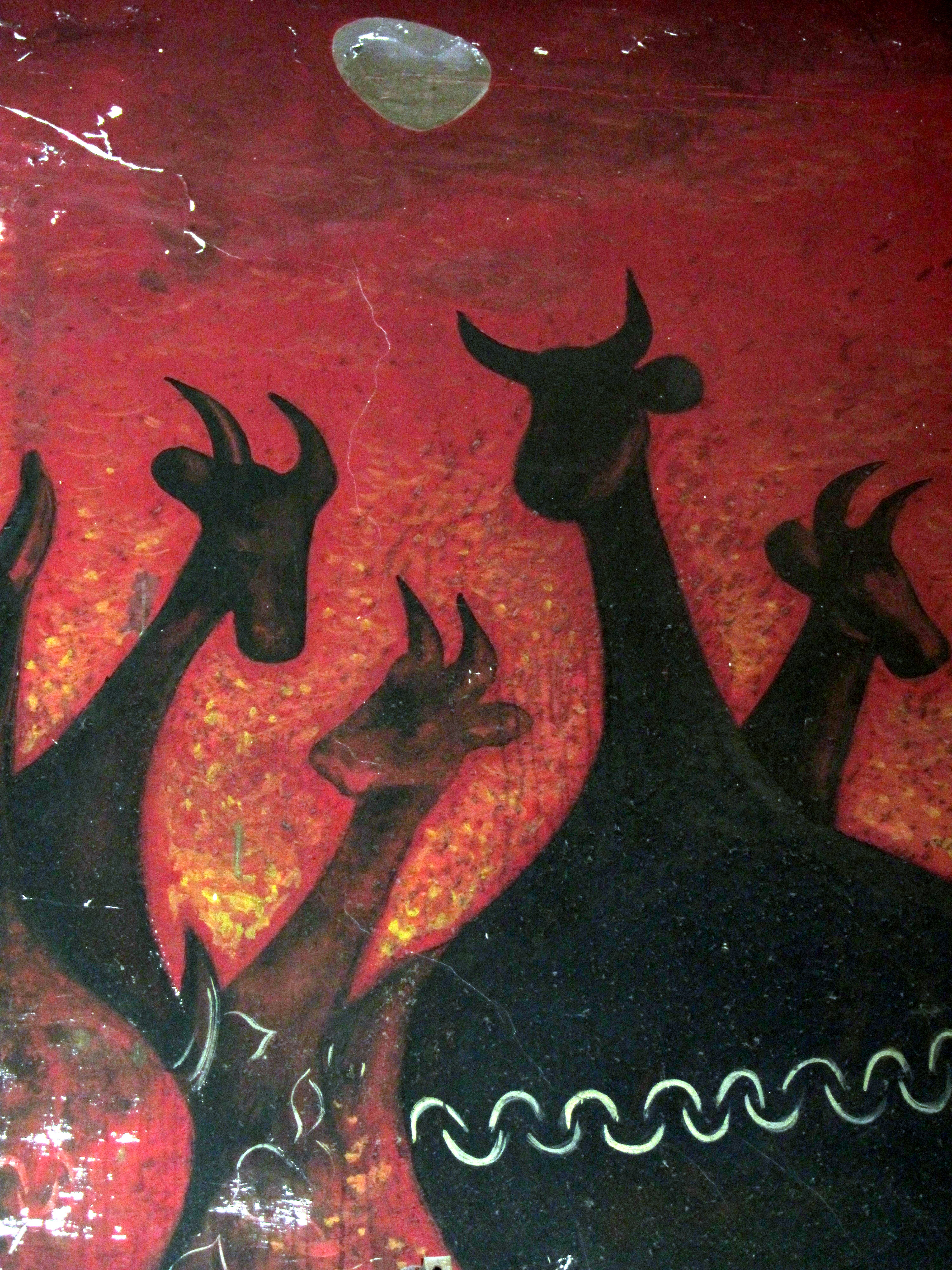
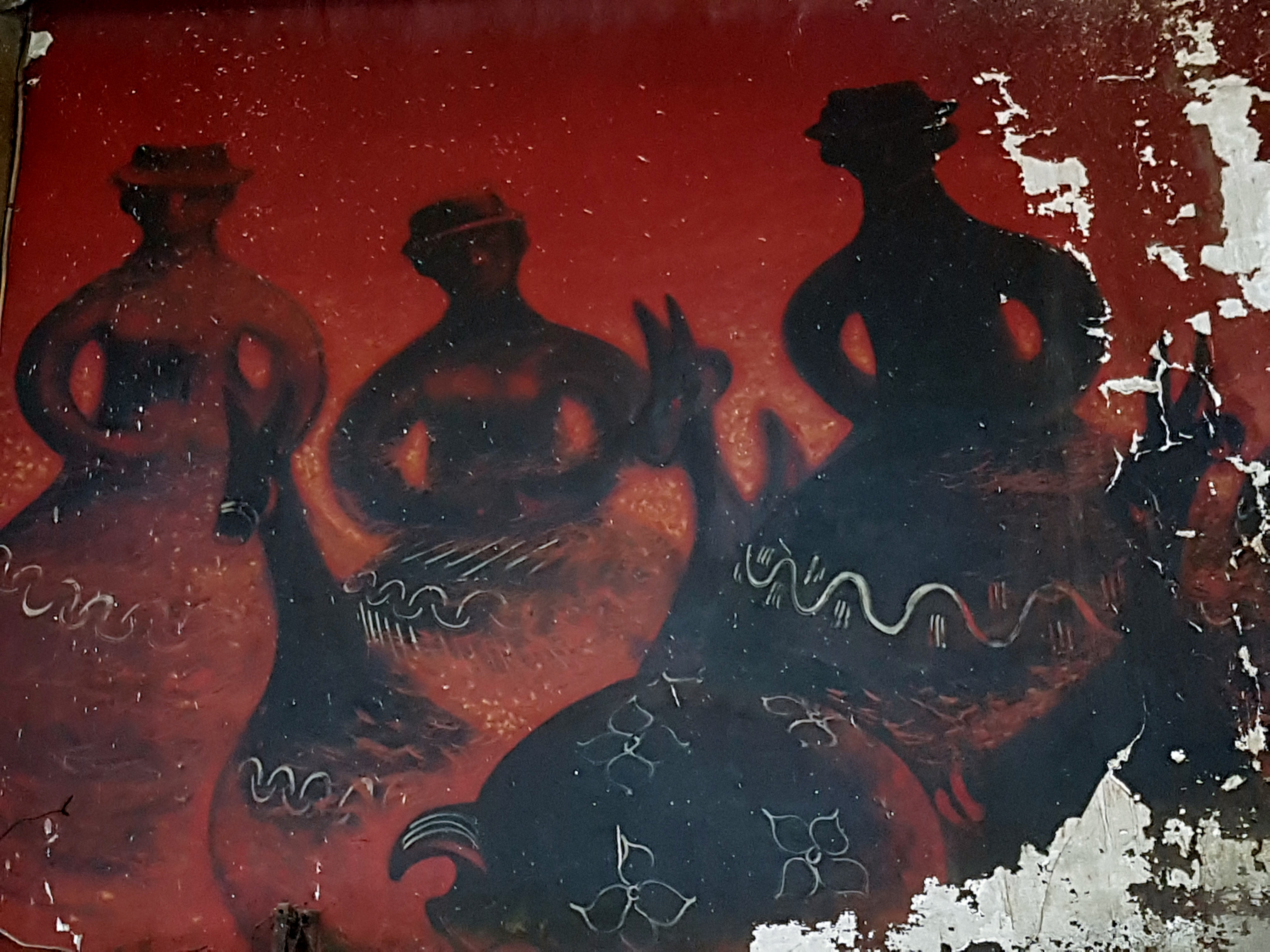

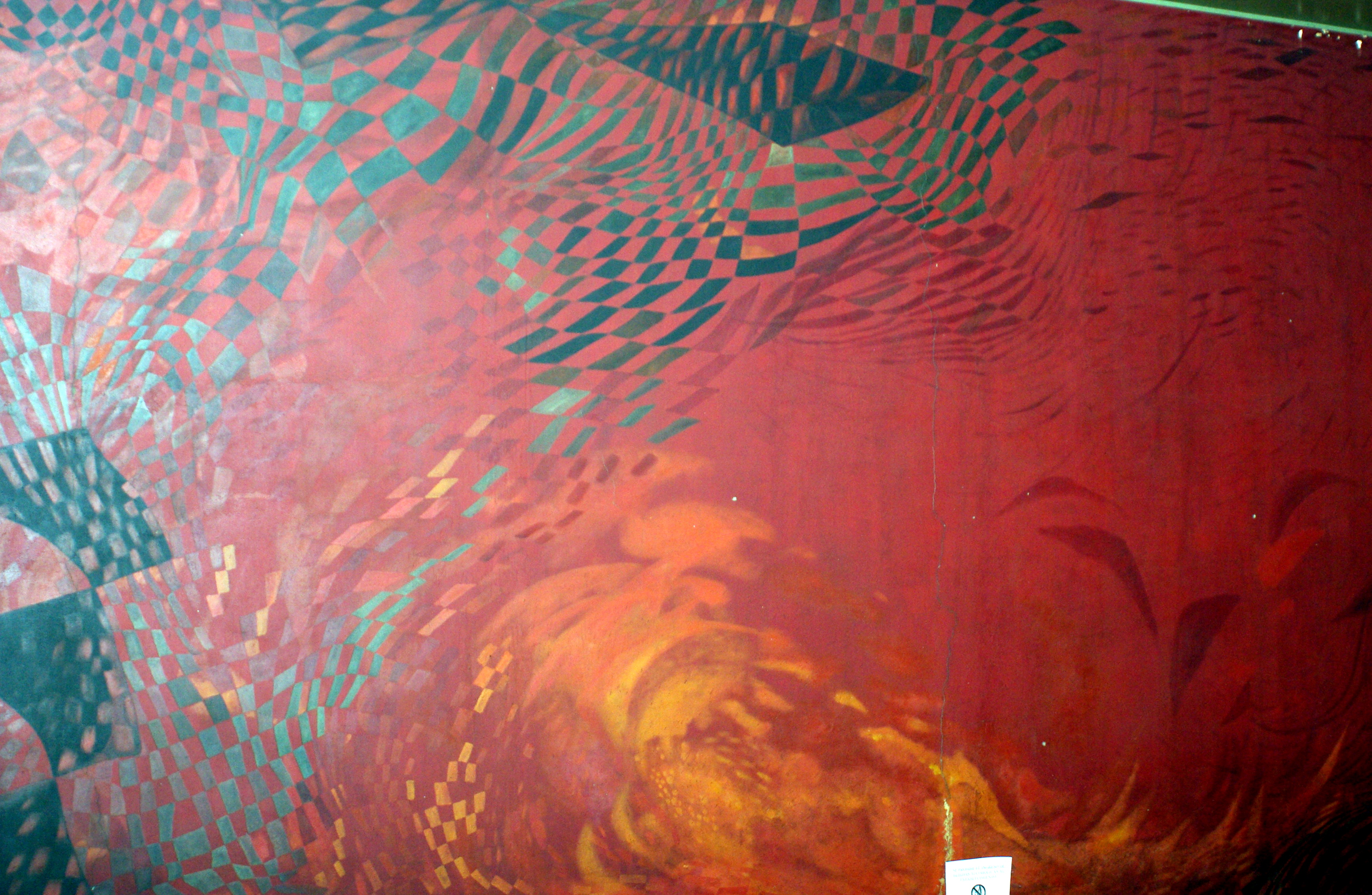
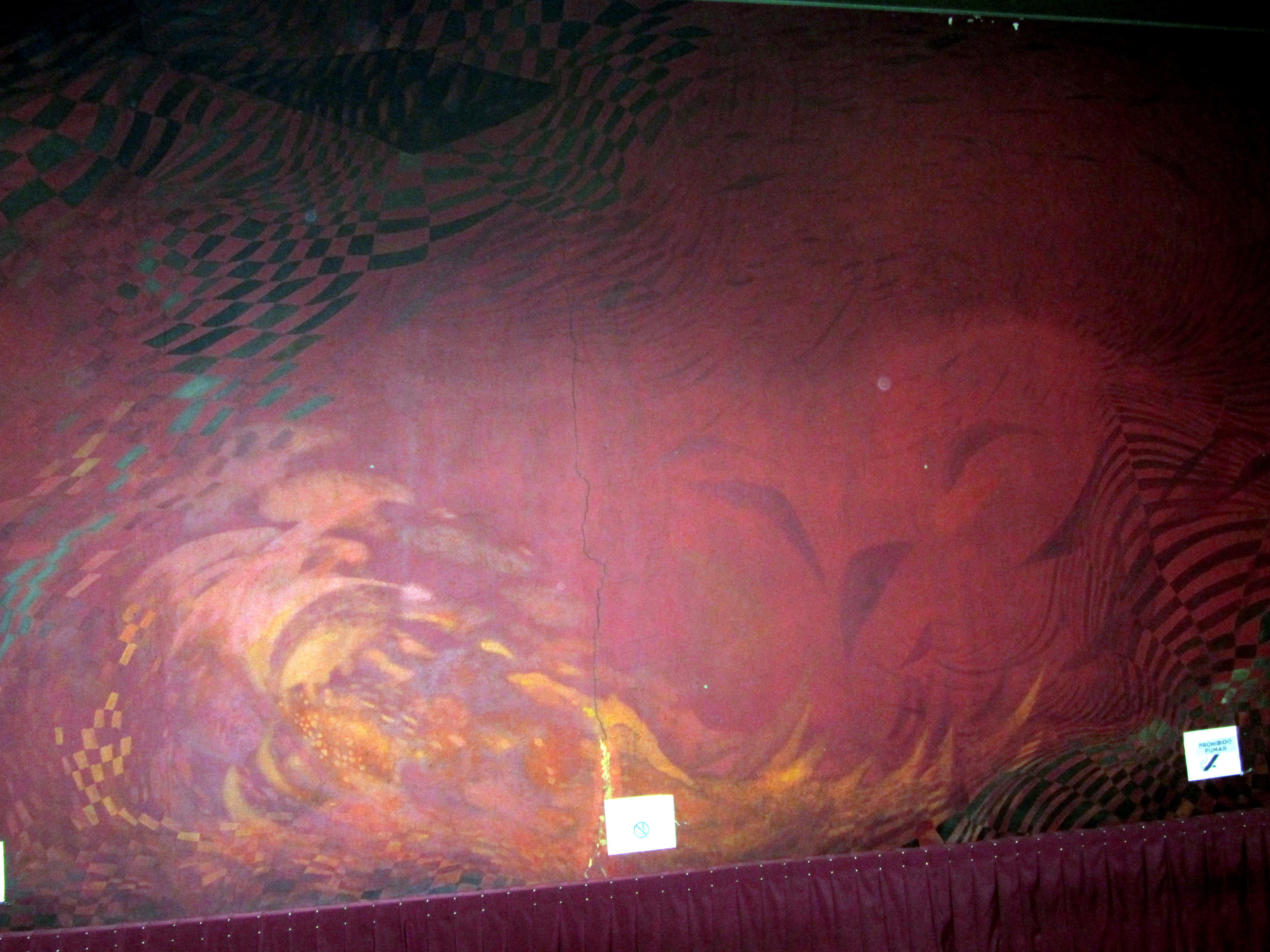
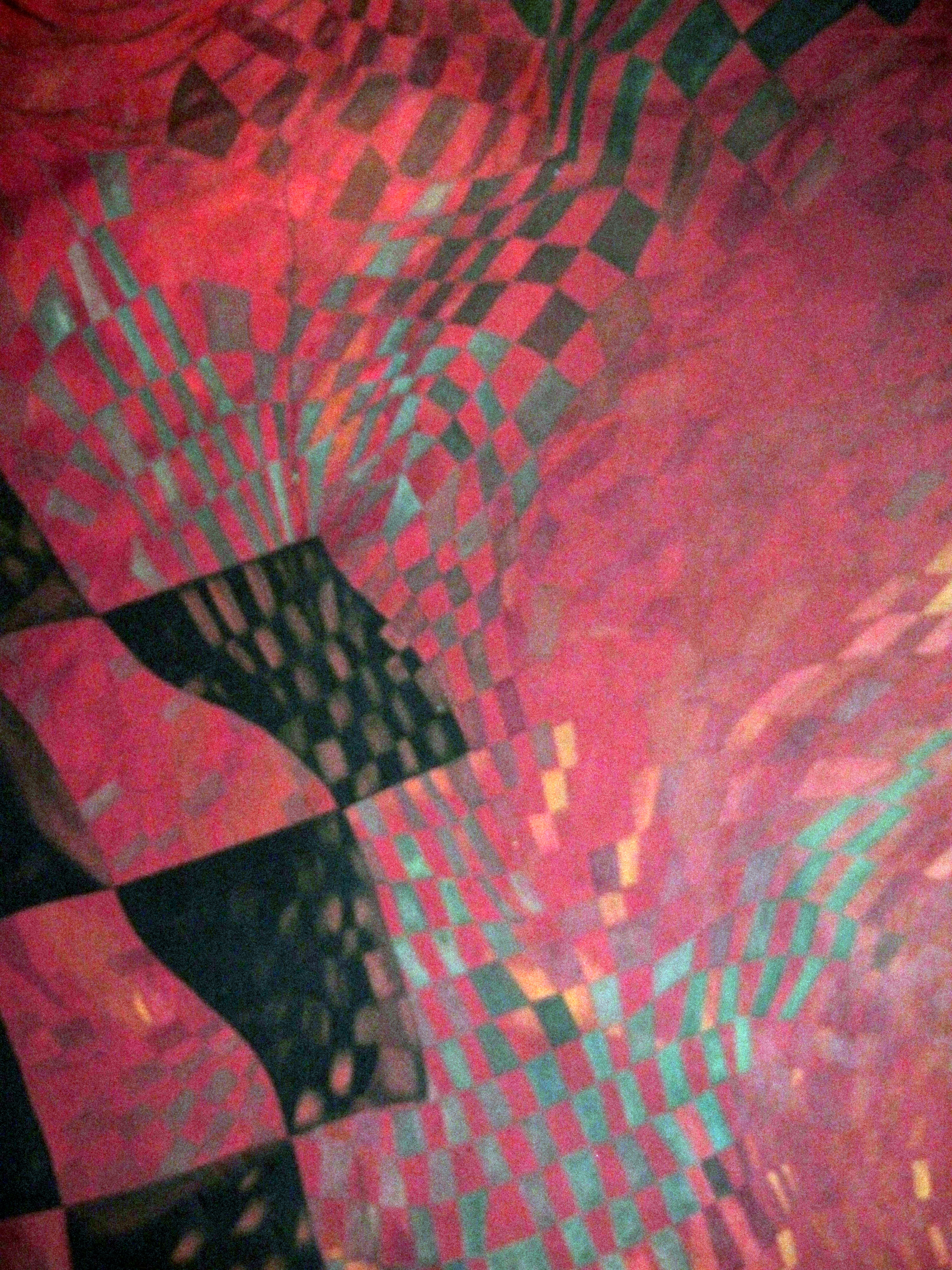
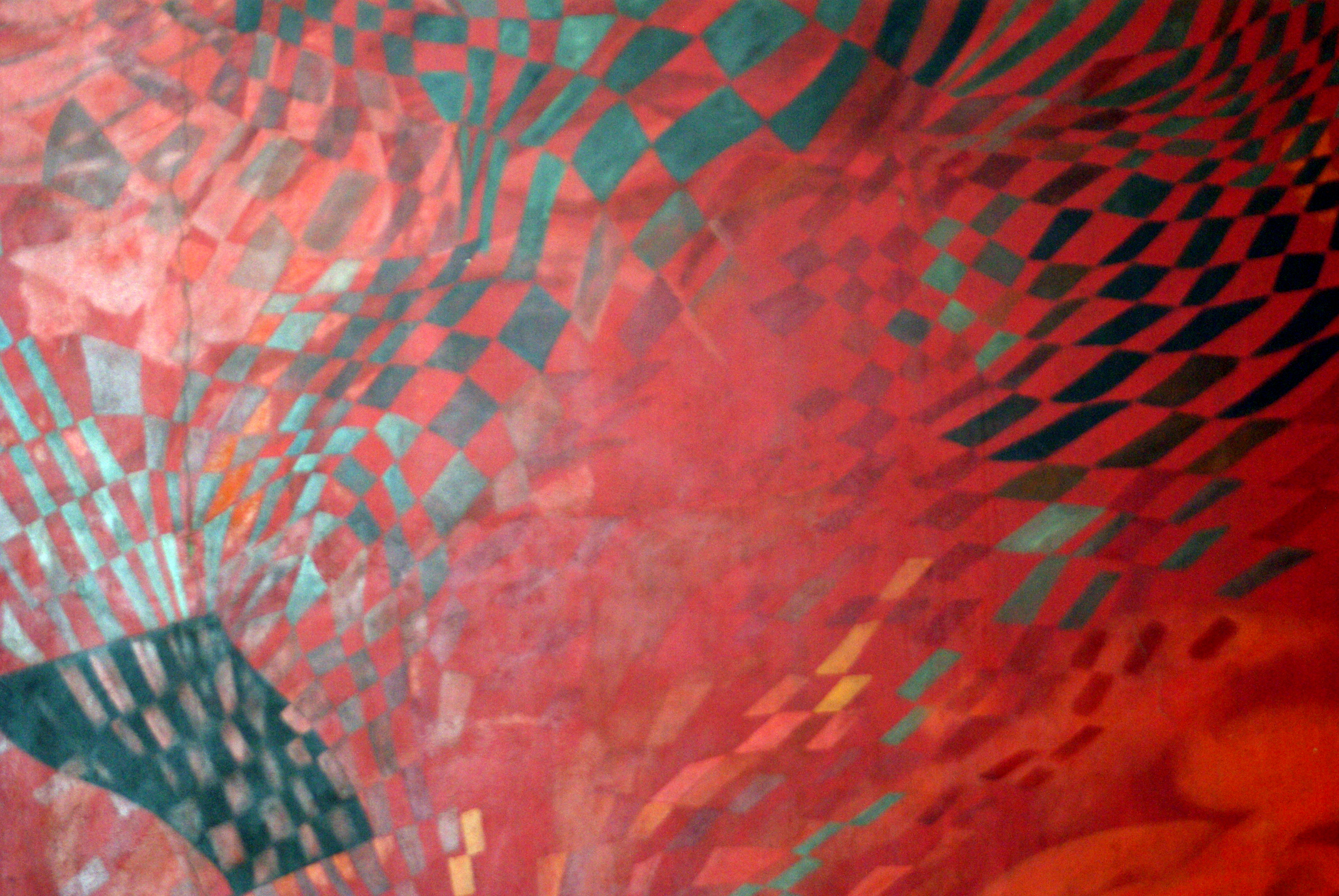
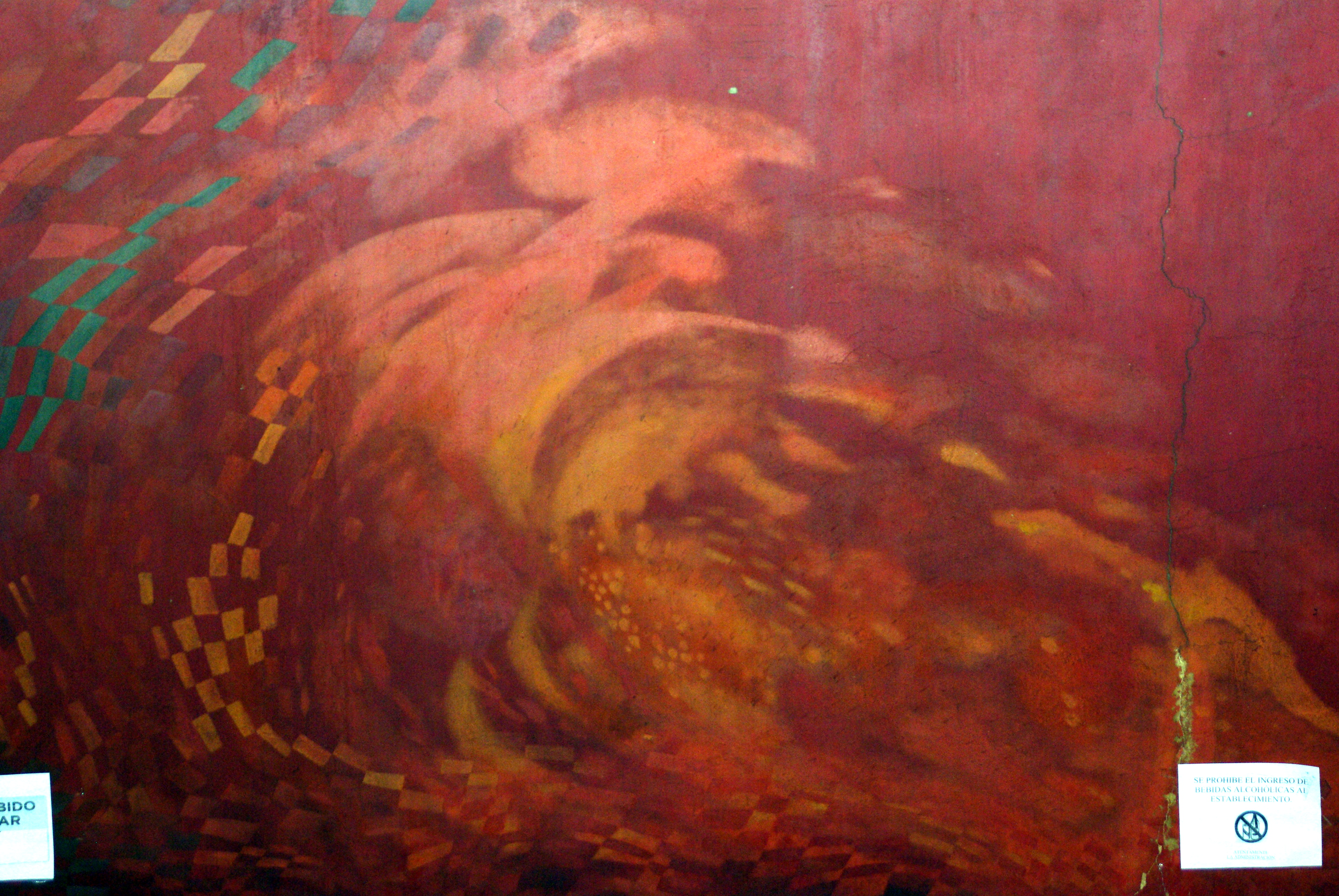

## Los murales

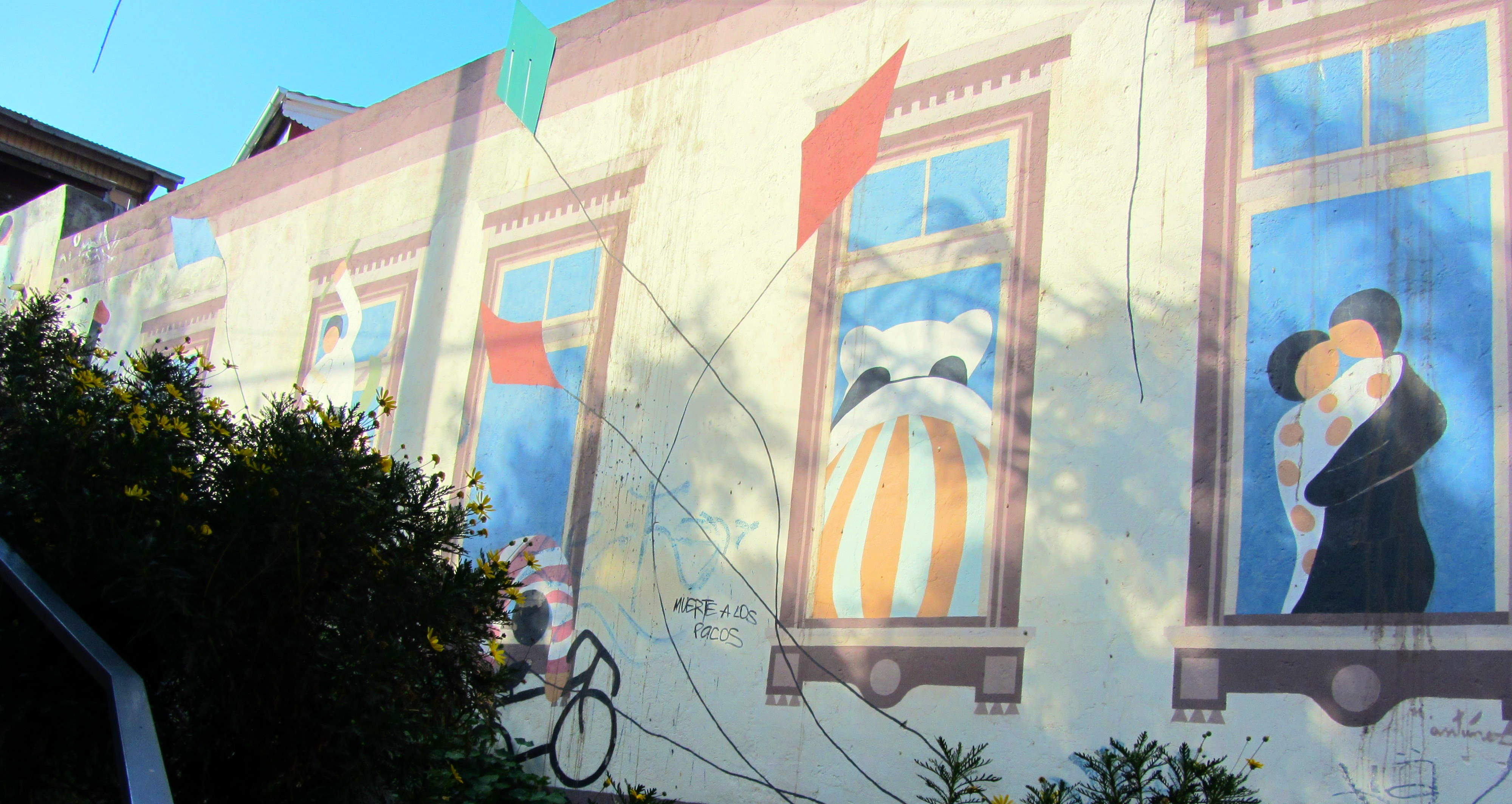
Detalle de Bailarines con volantines; mural nº16 del Museo a Cielo Abierto de Valparaíso.

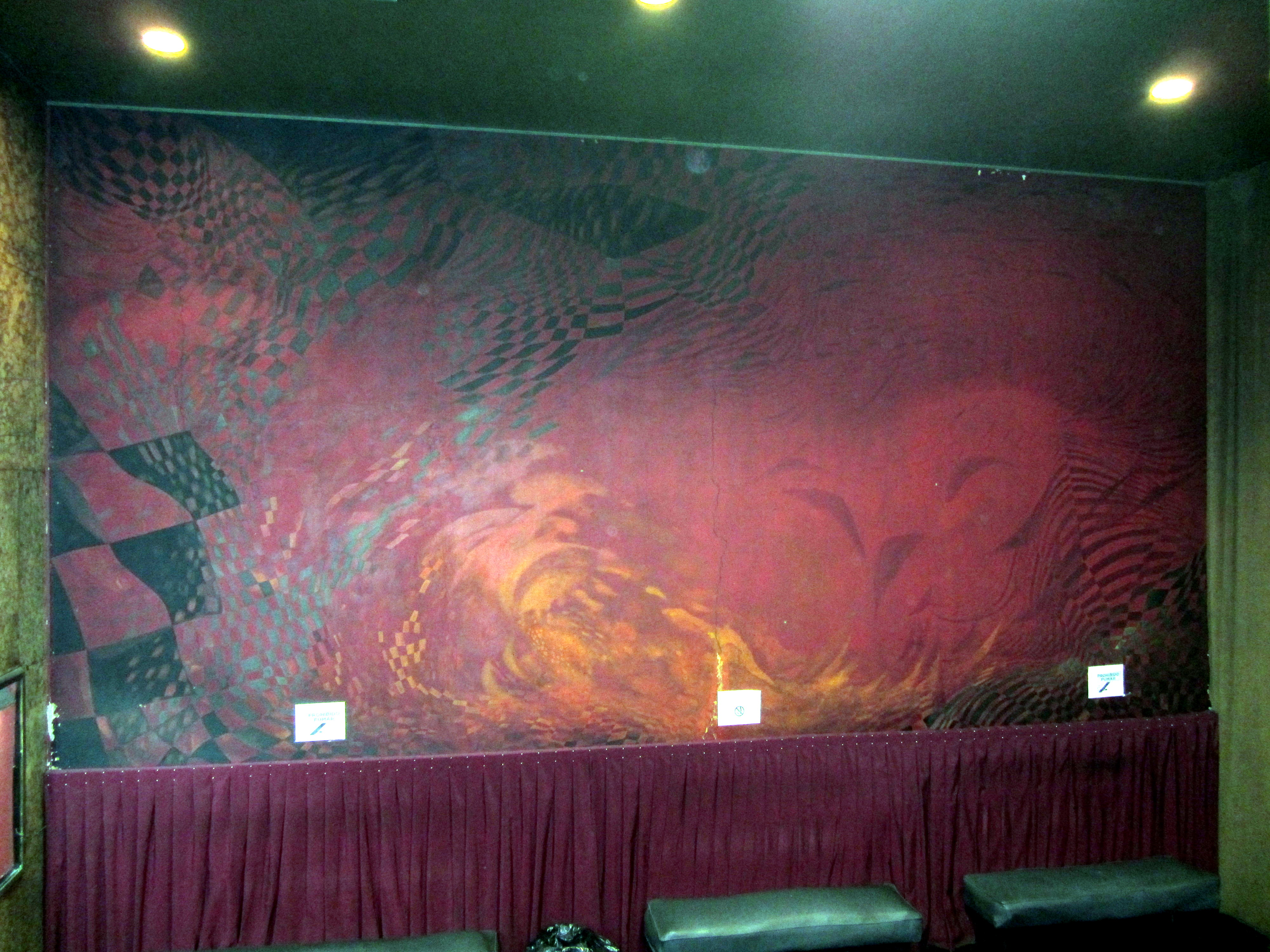
Mural Terremoto, pared del vestíbulo del cine Nilo (2013).

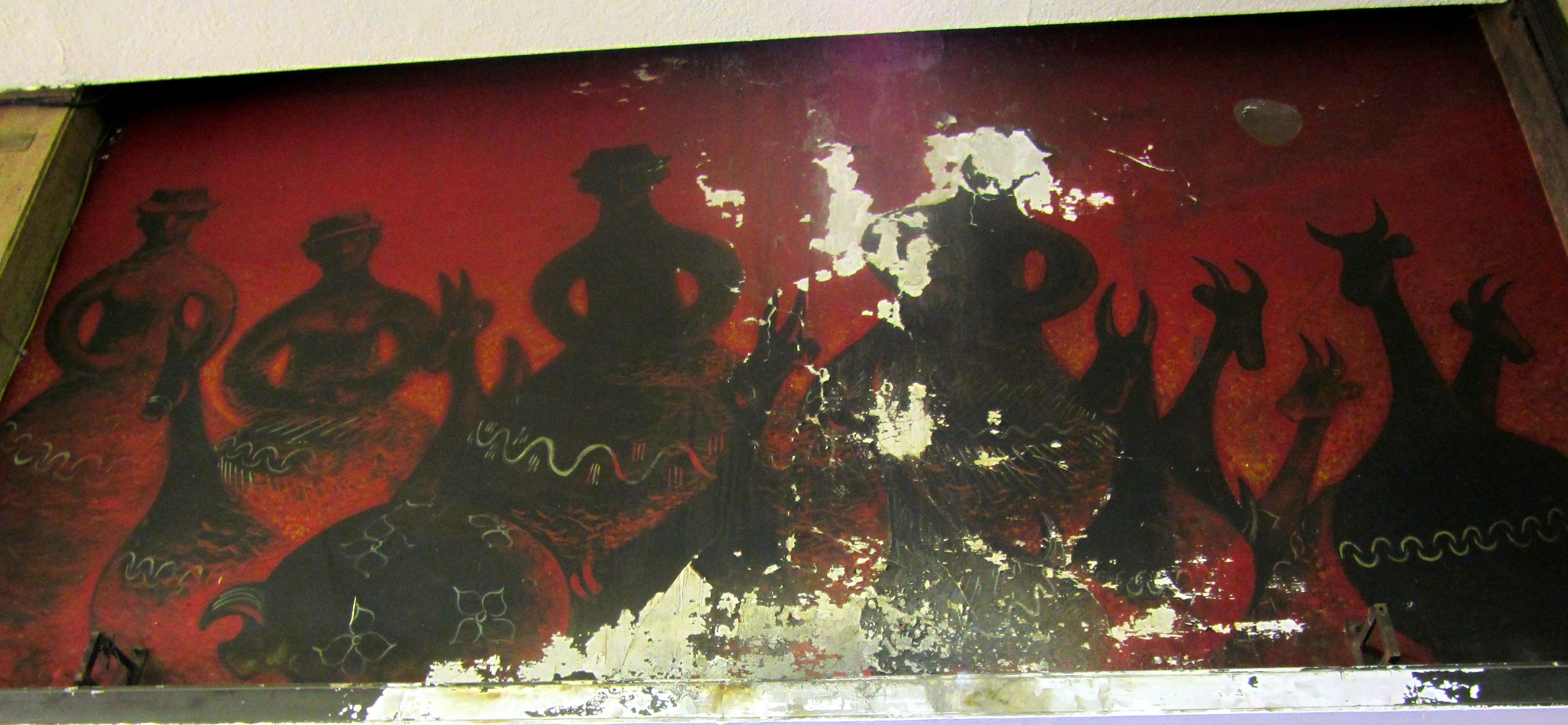
Mural Quinchamalí, Galería Juan Esteban Montero (2013).

Antúnez pintó quince murales en total, cinco de ellos en Chile. Cuatro en Santiago –Luna, Quinchamalí, Sol y Terremoto- y uno en el Cerro Bellavista de Valparaíso, el Nº16, Bailarines con volantines del Museo a Cielo Abierto. A pesar de que los de Santiago fueron declarados monumentos nacionales en 2011, el estado de dos de ellos deja mucho que desear.
El rojo Terremoto, pintado en 1958, de más de 30 metros cuadrados, abarcaba toda la pared del vestíbulo del cine Nilo, en un subterráneo de la calle Monjitas, y tenía una visible trizadura producida durante el sismo de 2010. El mural resultó destruido en su totalidad tras un incendio ocurrido el 10 de julio de 2025, que afectó al excine que lo albergaba, que era utilizado como bodega.
En peores condiciones está Quinchamalí (1958), pintado en la Galería Juan Esteban Montero, pasaje que une las calles Huérfanos y San Antonio): se notan desprendimientos y pintura levantada a causa de la humedad. La restauradora Carolina Broschek sostenía a fines de 2012 que aún puede salvarse, pero Yusif Tala, el dueño del local a cuya entrada se encuentra, no tiene interés en conservar el mural que fue pintado sobre el acceso al antiguo cine Huelén (el cine desapareció y en su lugar en 2017 había un Medicienter) y declaró aquel año que la Fundación Nemesio Antúnez debería hacerse cargo de la pintura o trasladarla a otro lugar. En la misma galería, además del mural, Antúnez instaló en el piso mosaicos que se hallan todavía en perfecto estado.
Mejor suerte han corrido los murales Sol y Luna, que, encargados en 1955, adornaban los descansos que daban al teatro y cine Gran Palace (calle Huérfanos casi al llegar a Morandé) y que incorporan láminas e hilos de oro y plata. Ambas obras fueron restauradas y están en los mismos descansos que dan a la sala del exteatro, ahora Centro de Convenciones del hotel del mismo nombre.

## Homenajes póstumos

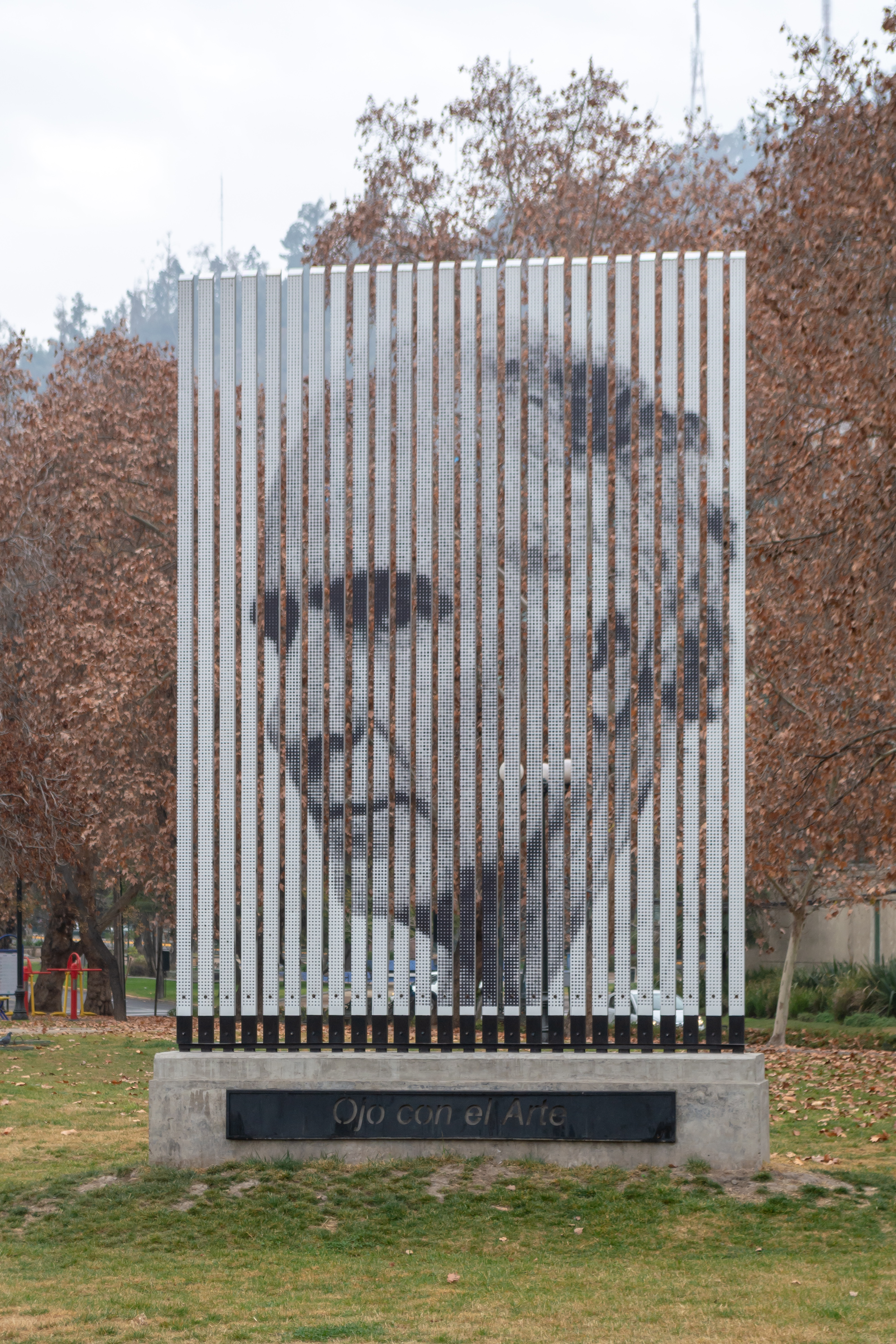
Memorial Nemesio Antúnez en Providencia, Santiago de Chile.

El nombre del pintor lo llevan hoy salas de exposiciones, galerías, escuelas y calles en Chile.
En 1993 la Casa de la Moneda sacó una estampilla en su homenaje, en la que reproduce Tanguería en Valparaíso y, al año siguiente, el Gobierno creó la Comisión Nemesio Antúnez, encargada de supervisar las leyes en el ámbito artístico.

## Exposiciones individuales
- 1943 Instituto Chileno Británico de Cultura, Santiago.
- 1945 Norlyst Gallery, Nueva York.
- 1950 Bodley Gallery, Nueva York.
- 1952 Greuze Gallerie, París.
- 1952 Galerie Per Rom, Oslo.
- 1958 Museo Nacional de Bellas Artes, Santiago.
- 1958 Museo de Arte Moderno de Río de Janeiro.
- 1963 Arte de América y España, Instituto de Cultura Hispánica de Madrid, Madrid y Barcelona.
- 1966 7 Chilean Artists, Galerie Couturier, Stamford, CT. USA.
- 1966 Biblioteca Luis Ángel Arango, Bogotá.
- 1967 Palacio de Bellas Artes, México D.F.
- 1968 Galerie Buchholz, München.
- 1968 Palacio Nacional de la Cultura, Guatemala.
- 1969 Museo Beit Dizengof, Tel-Aviv.
- 1973 Museo Nacional de Bellas Artes, Santiago.
- 1975 Galería Heland, Estocolmo.
- 1979 Galería Época, Santiago.
- 1980 Museo de Arte Moderno, México, D.F.
- 1981 Galería Paesi Nuovi, Roma.
- 1981 Riverside Studio, Londres.
- 1983 Palazzo Ducale, Urbino.
- 1985 Galería Praxis, Buenos Aires.
- 1987 Acuarelas, Galería de Arte El Caballo Verde, Concepción (Chile).
- 1988 Retrospectiva 1938-1988, Galería Praxis, Santiago.
- 1991 Grabados, Museo de Arte Moderno de São Paulo.
- 1991 Retrosprectiva, Sala La Casona, Santiago.

### Póstumas
- 1997 Retrospectiva, Museo Nacional de Bellas Artes (MNBA), Santiago.
- 1998 Sala Viña del Mar, Viña del Mar.
- 2006 Grabados, Colección MNBA. Sala MNBA Mall Plaza Vespucio, Santiago.
- 2007 Grabados, Colección MNBA. Galería de Arte Universidad Católica de Temuco.
- 2007 Ojo con Nemesio, Galería Trece, Santiago.
- 2007 Galería Arte Isabel Aninat, Santiago.
- 2008 Obras de Nemesio Antúnez, Casas de Lo Matta, Santiago.
- 2010 Óleos, pinturas, grabados y acuarelas, Galería Trece, Santiago.
- 2011 Grabados. Sala de Exposiciones del Casino Dreams, Iquique.
- 2012 Volantúnez, dos artes en el viento; Galería Cultural Codelco, Santiago.

### Colaboraciones
- 1958 Portada e ilustraciones en La cueca larga, poemario de Nicanor Parra.

## Premios y reconocimientos
- Premio de la Crítica 1956 (Círculo de Críticos de Santiago).
- Premio Wolf 1957 al mejor pintor latinoamericano en la V Bienal de São Paulo.
- Premio Único del Concurso de Pintura de la Unión Panamericana 1965, Washington D. C.
- Medalla de Chile (1969, otorgada por el Congreso Nacional).
- Premio Adquisición Museo Guggenheim de Nueva York 1980.
- Premio de la Crítica 1988.
- Premio del Consejo Nacional de Televisión 1990, categoría Programa Cultural Educativo, por Ojo con el Arte.
- Condecoración Municipal Medalla de Santiago (1991).
- Alumno honoris causa (1991, otorgado por la Facultad de Arquitectura y Urbanismo de la Universidad de Chile).
- Orden al Mérito Docente y Cultural Gabriela Mistral (1993,  póstumo).